# António Correia de Castro Sepúlveda
António Correia de Castro Sepúlveda (Bragança, 30 de Março de 1790 — Bragança, 4 de Março de 1875), 1º Visconde de Ervedosa, foi um militar português.

## Vida
Em 1805 foi promovido a major tendo aquando as revoltas do país aos invasores franceses, acompanhado durante todas as campanhas seu pai (Manoel Jorge Gomes de Sepúlveda), prestando relevantes serviços. Foi sucessivamente promovido a tenente coronel, coronel e brigadeiro, mas em 1823, dadas as ideias liberais que professava, o governo absoluto anulou lhe estas promoções.
Triunfando o Liberalismo em 1834, foi reintegrado no exército, vindo a ser reformado no posto de marechal de campo. O título de Visconde de Ervedosa foi lhe concedido por uma vida por Decreto de 13 e Carta de 19 de Maio de 1815, por D. João VI. Devido às privações da família do l° Visconde da Ervedosa, a Rainha D. Maria II concedeu uma segunda vida ao título, também com honra de grandeza, por Decreto de 15 de Fevereiro de 1839, na pessoa do terceiro filho varão existente, Bernardo Correia de Castro Sepúlveda, 2º Visconde de Ervedosa.